# Koch Industries
Koch Industries, Inc. er et amerikansk privat ejet multinationalt konglomerat med hovedsæde i Wichita i Kansas.
Virksomhedens datterselskaber er involveret i produktion, olieraffinering, distribution af olie, kemi, energi, fiber, olieprodukter, polymerer, mineraler, kunstgødning, pulp og papir, kemiteknologisk udstyr, ranching, finans, ejendomme og investering. Koch ejer virksomheder som Infor, Invista, Georgia-Pacific, Molex, Flint Hills Resources, Koch Pipeline, Koch Fertilizer, Koch Minerals, Matador Cattle Company, i360, og Guardian Industries. Hele koncernen har en omsætning på 115 mia. USD (2019) og beskæftiger 100.000 mennesker i 60 lande, omkring halvdelen af forretningsomfanget foregår i USA.
En omsætning på $115 mia. USD i 2019 gør virksomheden til den største privatejede virksomhed i USA.
Virksomheden blev etableret af Fred C. Koch, i 1940 efter at han udviklede en innovativ metode til raffinering af råolie. Fred C. Koch døde i 1967 og hans majoritet i virksomheden blev delt imellem hans fire sønner.
I dag ejes virksomheden af Charles Koch 42%, efterkommere af Elaine Tettemer Marshall 16 %. Efterkommere af David Koch, som døde i 2019, ejer 42 %.